# Римска валута
Римски новац у употреби током већег дела трајања Римске Републике и касније, у западном делу Римског царства био је израђен од метала и имао неколико деноминација. 
Сама вредност деноминације се везивала углавном за вредност самог метала од којег је била израђена:
- Aureus (од злата)
- Denarius (од сребра)
- Sestertius (сестерац; од бронзе)
- Dupondius (од бронзе)
- As (од бакра)[1]

Овај новац био је у потреби од 3. века п. н. е. па све до 3. века. Касније, иако су ови и даље били прихваћени као средство плаћања, у колонијама под грчким утицајем ковао се посебан новац од “обичног” метала и сребра у различитим деноминацијама под називом грчки империјални новац или римски провинцијски новац.
У 3. веку, денариус је замијенио двоструки денариус, данас познат и као “антонинианус” или “радиате”. Диоклецијан је спровео монетарну реформу након које су били у потреби “аргентеус” (сребро) и “фоллис” (позлаћена бронза). Касније су употреби углавном били златници и новчићи од бронзе у мањим деноминацијама и важили су све до пада Западног римског царства.
Занимљиво је како је латински назив денариус преживео векове и у различитим облицима усвојен од других народа: у Француској је дениер назив за новчић, динар код Арабљана је често назив националне валуте као и у бившој Југославији и садашњој Србији; Македонци имају денар; код Италијана денаро је новац код Шпанаца то је динеро итд. 
Однос вредности различитих деноминација: 
1 златни ауреус = 2 златна квинарија (quinarii) = 25 сребрних денариуса = 50 сребрних квинарија = 100 бронзаних сестерција = 200 бронзаних дупондија (dupondii) = 400 бакарних аса = 800 бакарних семиза (semisses) = 1600 бакарних квадрана (quadrans).
Овде треба обратити пажњу на чињеницу да су у оквиру неколико монетарних реформи мењане тежине кованица и самим тим и њихова вредност у односу на друге. Такође су били различити и прикази утиснути на новчићима. Ево релативног прегледа:
|            | Denarius | Sestertius | Dupondius | As    | Semis | Triens | Quadrans | Quincunx |
| ---------- | -------- | ---------- | --------- | ----- | ----- | ------ | -------- | -------- |
| Denarius   | 1        | 4          | 5         | 10    | 20    | 30     | 40       | 24       |
| Sestertius | 1⁄4      | 1          | 1 1⁄4     | 2 1⁄2 | 5     | 7 1⁄2  | 10       | 6        |
| Dupondius  | 1⁄5      | 4⁄5        | 1         | 2     | 4     | 6      | 8        | 4 4⁄5    |
| As         | 1⁄10     | 2⁄5        | 1⁄2       | 1     | 2     | 3      | 4        | 2 2⁄5    |
| Semis      | 1⁄20     | 1⁄5        | 1⁄4       | 1⁄2   | 1     | 1 1⁄2  | 2        | 1 1⁄5    |
| Triens     | 1⁄30     | 2⁄15       | 1⁄6       | 1⁄3   | 2⁄3   | 1      | 1 1⁄3    | 4⁄5      |
| Quadrans   | 1⁄40     | 1⁄10       | 1⁄8       | 1⁄4   | 1⁄2   | 3⁄4    | 1        | 3⁄5      |
| Quincunx   | 1⁄24     | 1⁄6        | 5⁄24      | 5⁄12  | 5⁄6   | 1 1⁄4  | 1 2⁄3    | 1        |

|                     | Aureus | Quinarius Aureus | Denarius | Quinarius | Sestertius | Dupondius | As  | Quadrans |
| ------------------- | ------ | ---------------- | -------- | --------- | ---------- | --------- | --- | -------- |
| Aureus              | 1      | 2                | 25       | 50        | 100        | 200       | 400 | 1600     |
| Quinarius Aureus    | 1⁄2    | 1                | 12 1⁄2   | 25        | 50         | 100       | 200 | 800      |
| Denarius            | 1⁄25   | 2⁄25             | 1        | 2         | 4          | 8         | 16  | 64       |
| Quinarius Argenteus | 1⁄50   | 1⁄25             | 1⁄2      | 1         | 2          | 4         | 8   | 32       |
| Sestertius          | 1⁄100  | 1⁄50             | 1⁄4      | 1⁄2       | 1          | 2         | 4   | 16       |
| Dupondius           | 1⁄200  | 1⁄100            | 1⁄8      | 1⁄4       | 1⁄2        | 1         | 2   | 8        |
| As                  | 1⁄400  | 1⁄200            | 1⁄16     | 1⁄8       | 1⁄4        | 1⁄2       | 1   | 4        |
| Quadrans            | 1⁄1600 | 1⁄800            | 1⁄64     | 1⁄32      | 1⁄16       | 1⁄8       | 1⁄4 | 1        |

|           | Solidus | Argenteus | Nummus | Radiate | Laureate | Denarius |
| --------- | ------- | --------- | ------ | ------- | -------- | -------- |
| Solidus   | 1       | 10        | 40     | 200     | 500      | 1000     |
| Argenteus | 1⁄10    | 1         | 4      | 20      | 50       | 100      |
| Nummus    | 1⁄40    | 1⁄4       | 1      | 5       | 12 1⁄2   | 25       |
| Radiate   | 1⁄200   | 1⁄20      | 1⁄5    | 1       | 2 1⁄2    | 5        |
| Laureate  | 1⁄500   | 1⁄50      | 2⁄25   | 2⁄5     | 1        | 2        |
| Denarius  | 1⁄1000  | 1⁄100     | 1⁄25   | 1⁄5     | 1⁄2      | 1        |

|            | Solidus | Miliarense | Siliqua | Follis | Nummus |
| ---------- | ------- | ---------- | ------- | ------ | ------ |
| Solidus    | 1       | 12         | 24      | 180    | 7200   |
| Miliarense | 1⁄12    | 1          | 2       | 15     | 600    |
| Siliqua    | 1⁄24    | 1⁄2        | 1       | 7 1⁄2  | 300    |
| Follis     | 1⁄180   | 1⁄15       | 2⁄15    | 1      | 40     |
| Nummus     | 1⁄7200  | 1⁄600      | 1⁄300   | 1⁄40   | 1      |